# Ezekiel Jackson
Rycklon Stephens (* 22. April 1978 in Guyana), besser bekannt unter dem Ringnamen Ezekiel Jackson, ist ein guyanischer Bodybuilder und Wrestler, der bei der WWE unter Vertrag stand.
Der größte Erfolg seiner Karriere war der Erhalt des Wrestlingtitels ECW Championship am 16. Februar 2010. Er wird von der WWE als letzter ECW Champion anerkannt.

## Karriere

### Florida Championship Wrestling (2007–2008)

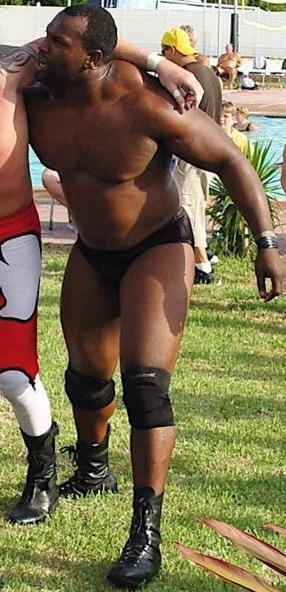
Stephens bei FCW

Im März 2007 unterschrieb Stephens einen Entwicklungsvertrag mit World Wrestling Entertainment und debütierte in deren Development-Liga Florida Championship Wrestling. In seinem ersten Match am 27. Juni des Jahres bildete er ein Tag Team mit Keith Walker und besiegte Kofi Kingston und Eric Pérez. Er bestritt sowohl Tag Team-Matches als auch Einzelmatches für die Promotion. Am 8. Februar 2008 verlor er mit seinem Tag Team-Partner Bryan Kelly ein Match gegen Steve Lewington und Heath Miller in einem Miniturnier, in welchem die Sieger ein Match gegen WWE Tag Team Champions John Morrison und The Miz erhielten. Seinen letzten Auftritt bei der FCW hatte er am 6. Mai 2008, bevor er ins Hauptroster der WWE berufen wurde.

### SmackDown! (2008–2009)
Am 18. Juli 2008 feierte Stephens sein WWE-Debüt bei Friday Night SmackDown. Er erhielt das Gimmick des Bodyguards Ezekiel von The Brian Kendrick. Am 8. August wurde sein Ringname in Ezekiel Jackson geändert. Laut Storyline griff er zugunsten von Kendrick in dessen Kämpfe gegen Jeff Hardy, Finlay und WWE Champion Triple H ein. Seinen ersten eigenen Kampf bestritt Stephens am 17. Oktober des Jahres gegen Super Crazy, welchen er schnell besiegte. In der Folge bildete er mit Kendrick ein Tag Team, es begann eine angelegte Fehde gegen die damaligen WWE Tag Team Champions Carlito und Primo (The Colóns); Stephens und Kendrick durften die Tag Team-Titel jedoch nicht gewinnen. Am 13. Februar 2009 hatte Jackson seine erste Niederlage in einem Einzelmatch gegen R-Truth. Jackson hatte seinen letzten Auftritt bei SmackDown am 3. April 2009 mit einer Niederlage gegen Jeff Hardy.

### ECW (2009–2010)
Im Rahmen des WWE Supplement Drafts wechselte Stephens am 15. April 2009 zur Dienstagsshow ECW. Nach einem kurzzeitigen Aufenthalt bei der FCW feierte Stephens am 9. Juli 2009 sein ECW-Debüt. Am 15. April 2009 debütierte Stephens dann bei ECW und besiegte Jack Meridol. Laut Storyline verbündete er sich mit Vladimir Kozlov und William Regal gegen den amtierenden Titelträger Christian, um sich im späteren Jahresverlauf gegen Kozlov zu wenden. Am 24. November griff er Regal und Kozlov an, nachdem Kozlov ihn beschuldigte, an einer Niederlage Regals schuld zu sein. Eine Woche später hat er erneut Regal und Kozlov verraten, weil er Kozlov in einem Tag Team-Match gegen Christian und Shelton Benjamin im Stich ließ. Später verbündete er sich mit Regal, um Kozlov aus dem Bündnis zu werfen. Am 12. Januar 2010 durfte er eine 8 Mann-ECW Homecoming Battle Royal gewinnen und erhielt so ein Titelmatch gegen Christian. Dieses wurde im Rahmen des Royal Rumble am 31. Januar ausgetragen; Stephens unterlag jedoch dem Titelträger. In der letzten Ausgabe der ECW am 16. Februar 2010 durfte er Christian schließlich in einem Extreme Rules-Match besiegen. Da die ECW unmittelbar nach diesem Titelmatch eingestellt wurde, gilt Stephens als letzter ECW Champion und zudem als Titelträger mit der kürzesten Regentschaft (2:59 Minuten).

### SmackDown!-Rückkehr und RAW (2010)

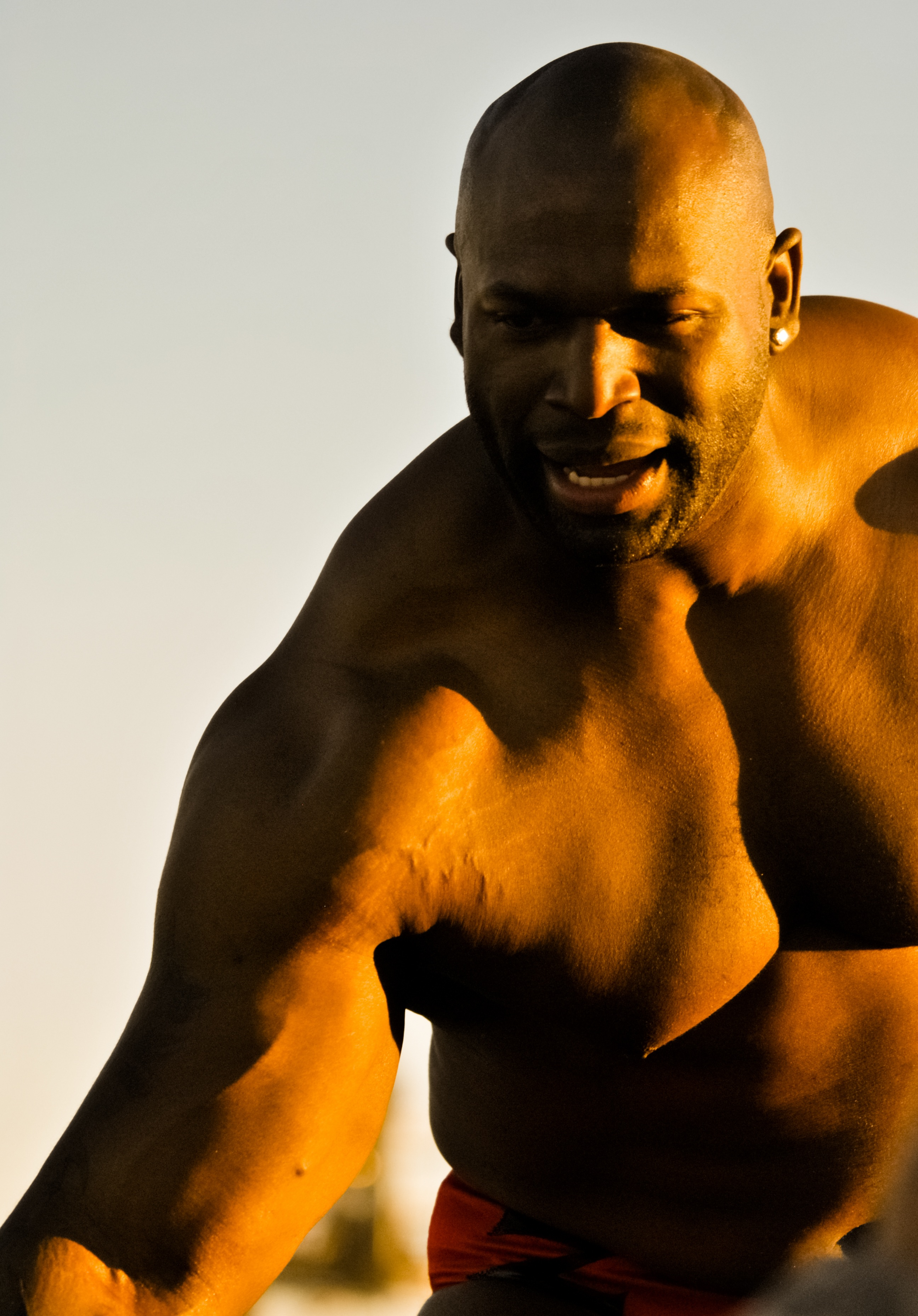
Ezekiel Jackson (2010)

In der SmackDown!-Ausgabe vom 19. Februar 2010 wurde in einem Spot bekanntgegeben, dass Stephens zu SmackDown! zurückkehrt. In der SmackDown!-Ausgabe vom 5. März 2010 kehrte er zurück und besiegte Jimmy Wang Yang.
Er befand sich in einer Pause, da er eine Verletzung auskurierte, die er sich während einer Houseshow gegen Kane zugezogen hatte. Im Rahmen des WWE Drafts wechselte Stephens am 26. April 2010 zu RAW. Jackson kehrte am 13. September in den Ring zurück und besiegte Zack Ryder in einem Dark Match.

### Rückkehr zu SmackDown! (2011)
Anfang 2011 wechselte Stephens erneut zur Freitagssendung SmackDown und trat dem neuen Stable The Corre bei, welches er am 6. Mai 2011 verließ. In der darauffolgenden Fehde mit Wade Barrett durfte er am 19. Juni 2011 beim PPV Capitol Punishment 2011 erstmals den WWE Intercontinental Championship gewinnen. Den Titel verlor er am 9. August 2011 bei den TV-Tapings zu SmackDown an Cody Rhodes.
Am 7. April 2014 gab Stephens bekannt, dass sein Vertrag mit der WWE ausgelaufen sei und er die Promotion verlassen hat. Auf Grund verschiedener Verletzungen hatte er zuvor nur ein einziges Match seit Juli 2012 bestreiten können.
Von 2014 bis 2015 stand Stephens unter dem Namen "Big Ryck" bei Lucha Underground unter Vertrag. Seit 2015 ist er bei Westside Xtreme Wrestling (wXw).

## Privatleben
Jackson besuchte die University at Buffalo.

## Titel und Erfolge
- WWE
  - 1× ECW Champion (3 Min. letzter Titelträger)
  - 1× WWE Intercontinental Champion